# Pau (Spagna)
Pau è un comune spagnolo di 423 abitanti situato nella comunità autonoma della Catalogna.